# Danuta Gruszka
Danuta Gruszka (z domu Kłusek, ur. 29 marca 1970) – polska szachistka, mistrzyni FIDE od 1990 roku.

## Kariera szachowa
Jest dwukrotną mistrzynią Polski juniorek: w 1985 r. w Sobótce zwyciężyła w kategorii do lat 17, a w 1988 r. w Wągrowcu – do lat 19. Oprócz tego, w 1987 r. zdobyła w Miętnem  brązowy medal (również do 19 lat). Dwukrotnie, w latach 1989 i 1990 wystąpiła w finałach mistrzostw Polski seniorek. Największy sukces osiągnęła w 1989 r. w Poznaniu, zajmując III miejsce i zdobywając brązowy medal. W 1988 r. zwyciężyła w międzynarodowych turniejach w Tybindze oraz w Grudziądzu. Rok później reprezentowała Polskę na turnieju strefowym (eliminacji mistrzostw świata) w Brnie, zajmując VIII miejsce. W 1990 r. zdobyła w Dębicy tytuł mistrzyni Polski w szachach szybkich, a w Gdyni – brązowy medal mistrzostw Polski w szachach błyskawicznych.
Najwyższy ranking w karierze osiągnęła 1 lipca 1989 r., z wynikiem 2190 punktów zajmowała wówczas 8. miejsce wśród polskich szachistek. Od 1999 r. nie występuje w turniejach klasyfikowanych przez Międzynarodową Federację Szachową.